# Bonaventura Somma
Bonaventura Somma (Chianciano Terme, 30 luglio 1893 – Roma, 23 ottobre 1960) è stato un compositore italiano.

## Vita
Bonaventura Somma nacque nella cittadina di Chianciano Terme, a quel tempo un piccolo centro situato in provincia di Siena, il 30 luglio 1893.
Adolescente, si formò musicalmente frequentando il conservatorio di Roma, ove fu alunno di vari compositori moderni tra i quali Ottorino Respighi.

Dopo aver completato gli studi, fu per molti anni docente al Conservatorio di Santa Cecilia a Roma e diresse per diversi anni i Cori dell'"Augusteo". Sempre a Roma, fondò il Coro Polifonico dell'Accademia di Santa Cecilia di cui fu Direttore stabile sino alla morte. Collaborò inoltre con i più importanti direttori d'orchestra e compositori della sua epoca (Karajan, Toscanini, Perosi, ecc.).
Fu per molti anni direttore della Cappella musicale di San Luigi dei Francesi.

## Alcune opere
Corali
- Messa da Requiem
- La Pentecoste
- Ave Maria

Orchestrali
- Sinfonia e Variazioni

Revisioni e trascrizioni

Somma svolse un'intensa attività di trascrizione e revisione di partiture cinquecentesche e seicentesche per coro, fra cui spiccano diverse Messe di Palestrina e opere madrigalistiche del Banchieri.